# Sheikhupura
Sheikhupura (urdu: شيخوپورہ) är en stad i den pakistanska provinsen Punjab. Den är huvudort för ett distrikt med samma namn, och folkmängden uppgår till cirka en halv miljon invånare.